# Luxemburg op de Olympische Zomerspelen 2024
Luxemburg nam deel aan de Olympische Zomerspelen 2024 in Parijs.

## Aantal Deelnemers
Hieronder volgt een overzicht van de atleten die zich kwalificeerden voor de Olympische Zomerspelen van 2024.
| Sport        | Mannen | Vrouwen | Totaal |
| ------------ | ------ | ------- | ------ |
| Atletiek     | 2      | 2       | 4      |
| Boogschieten | 1      | 0       | 1      |
| Paardensport | 1      | 0       | 1      |
| Tafeltennis  | 1      | 2       | 3      |
| Triatlon     | 0      | 1       | 1      |
| Wielersport  | 1      | 1       | 2      |
| Zwemmen      | 1      | 0       | 1      |
| Totaal       | 7      | 6       | 13     |

## Deelnemers en resultaten

### Atletiek

#### Loopnummers
Mannen
| atleet           | onderdeel          | series  | series | finale         | finale         |
| atleet           | onderdeel          | tijd    | rang   | tijd           | rang           |
| ---------------- | ------------------ | ------- | ------ | -------------- | -------------- |
| Ruben Querinjean | 3000m steeplechase | 8.27,97 | 9      | niet geplaatst | niet geplaatst |

Vrouwen
| atlete                 | onderdeel | voorronde | voorronde | series  | series | herkansingen | herkansingen | halve finale   | halve finale   | finale         | finale         |
| atlete                 | onderdeel | tijd      | rang      | tijd    | rang   | tijd         | rang         | tijd           | rang           | tijd           | rang           |
| ---------------------- | --------- | --------- | --------- | ------- | ------ | ------------ | ------------ | -------------- | -------------- | -------------- | -------------- |
| Patrizia van der Weken | 100 m     | bye       | bye       | 11,14   | 2 Q    | n.v.t.       | n.v.t.       | 11,13          | 4              | niet geplaatst | niet geplaatst |
| Vera Hoffmann          | 1500 m    | n.v.t.    | n.v.t.    | 4.07,64 | 12 H   | 4.11,28      | 10           | niet geplaatst | niet geplaatst | niet geplaatst | niet geplaatst |

#### Technische nummers
Mannen
| atleet       | onderdeel   | kwalificaties | kwalificaties | finale         | finale         |
| atleet       | onderdeel   | afstand       | rang          | afstand        | rang           |
| ------------ | ----------- | ------------- | ------------- | -------------- | -------------- |
| Bob Bertemes | kogelstoten | 20,27         | 17            | niet geplaatst | niet geplaatst |

### Boogschieten
Mannen
| atleet    | onderdeel   | plaatsingsronde | plaatsingsronde | eerste ronde         | tweede ronde         | derde ronde          | kwartfinale          | halve finale         | finale / BM          | finale / BM    |
| atleet    | onderdeel   | score           | rang            | tegenstander uitslag | tegenstander uitslag | tegenstander uitslag | tegenstander uitslag | tegenstander uitslag | tegenstander uitslag | rang           |
| --------- | ----------- | --------------- | --------------- | -------------------- | -------------------- | -------------------- | -------------------- | -------------------- | -------------------- | -------------- |
| Pit Klein | individueel | 650             | 50              | Arcila V 4 - 6       | niet geplaatst       | niet geplaatst       | niet geplaatst       | niet geplaatst       | niet geplaatst       | niet geplaatst |

### Paardensport

#### Dressuur
| ruiter         | paard                  | onderdeel   | Grand Prix | Grand Prix | Grand Prix Special | Grand Prix Special | Grand Prix Freestyle | Grand Prix Freestyle | totaal         | totaal         |
| ruiter         | paard                  | onderdeel   | score      | rang       | score              | rang               | technisch            | artistiek            | uitslag        | rang           |
| -------------- | ---------------------- | ----------- | ---------- | ---------- | ------------------ | ------------------ | -------------------- | -------------------- | -------------- | -------------- |
| Nicolas Wagner | Quater Back Junior FRH | individueel | 71,988     | 24         |                    |                    | niet geplaatst       | niet geplaatst       | niet geplaatst | niet geplaatst |

### Tafeltennis
Mannen
| atleet          | onderdeel | voorronde            | eerste ronde         | tweede ronde         | derde ronde          | kwartfinale          | halve finale         | finale / BM          | finale / BM    |
| atleet          | onderdeel | tegenstander uitslag | tegenstander uitslag | tegenstander uitslag | tegenstander uitslag | tegenstander uitslag | tegenstander uitslag | tegenstander uitslag | rang           |
| --------------- | --------- | -------------------- | -------------------- | -------------------- | -------------------- | -------------------- | -------------------- | -------------------- | -------------- |
| Luka Mladenovic | enkelspel | bye                  | Groth V 0 - 4        | niet geplaatst       | niet geplaatst       | niet geplaatst       | niet geplaatst       | niet geplaatst       | niet geplaatst |

Vrouwen
| atleet         | onderdeel | voorronde            | eerste ronde         | tweede ronde         | derde ronde          | kwartfinale          | halve finale         | finale / BM          | finale / BM    |                |
| atleet         | onderdeel | tegenstander uitslag | tegenstander uitslag | tegenstander uitslag | tegenstander uitslag | tegenstander uitslag | tegenstander uitslag | tegenstander uitslag | rang           |                |
| -------------- | --------- | -------------------- | -------------------- | -------------------- | -------------------- | -------------------- | -------------------- | -------------------- | -------------- | -------------- |
| Ni Xia Lian    | enkelspel | bye                  | Altınkaya W 4 - 2    | Sun Y V 0 - 4        | niet geplaatst       | niet geplaatst       | niet geplaatst       | niet geplaatst       | niet geplaatst |                |
| Sarah de Nutte | enkelspel | bye                  | Jieni V 2 - 4        | niet geplaatst       | niet geplaatst       | niet geplaatst       | niet geplaatst       | niet geplaatst       | niet geplaatst | niet geplaatst |

### Triatlon
Individueel
| Atleet        | Evenement | Zwemmen(1.5 km) | Wissel 1 | Fietsen (40 km) | Wissel 2       | Lopen(10 km)   | Totaal Tijd    | Ranking        |
| ------------- | --------- | --------------- | -------- | --------------- | -------------- | -------------- | -------------- | -------------- |
| Jeanne Lehair | Vrouwen   | 23.36           | 00.54    | niet geplaatst  | niet geplaatst | niet geplaatst | niet geplaatst | niet geplaatst |

### Wielersport

#### Wegwielrennen
Mannen
| atleet      | onderdeel    | tijd    | rang |
| ----------- | ------------ | ------- | ---- |
| Alex Kirsch | wegwedstrijd | 6.26.57 | 40   |

Vrouwen
| atleet            | onderdeel    | tijd    | rang |
| ----------------- | ------------ | ------- | ---- |
| Christine Majerus | wegwedstrijd | 4.04.23 | 17   |

### Zwemmen
Mannen
| Atleet         | Onderdeel        | Series | Series | Halve finale   | Halve finale   | Finale         | Finale         |
| Atleet         | Onderdeel        | Tijd   | Rang   | Tijd           | Rang           | Tijd           | Rang           |
| -------------- | ---------------- | ------ | ------ | -------------- | -------------- | -------------- | -------------- |
| Ralph Daleiden | 100 m vrije slag | 49,12  | 30     | Niet geplaatst | Niet geplaatst | Niet geplaatst | Niet geplaatst |